# EUROAVIA
EUROAVIA, Europejskie Stowarzyszenie Studentów Lotnictwa i Kosmonautyki (ang. European Association of Aerospace Students) – ogólnoeuropejska organizacja studencka mająca źródła w przedmiotach związanych z lotnictwem, kosmosem i inżynierią.
EUROAVIA została utworzona w 1959 roku i obecnie jest stowarzyszeniem na prawie duńskim. Stowarzyszenie składa się z 32 grup lokalnych w 16 krajach europejskich licząc w sumie około 1300 członków.
Celem wszystkich działań EUROAVII jest wzmocnienie więzi między studentami a przemysłem lotniczym, jak również pobudzanie wymiany kulturalnej między członkami. Co więcej, organizacja pragnie zwiększyć świadomość potencjału istniejącego w studentach lotnictwa, dlatego prezentuje się na poziomie międzynarodowym.
Stowarzyszenie bezustannie organizuje międzynarodowe zebrania, warsztaty i sympozja. Członkowie EUROAVII spotykają się dwa razy do roku na zebraniach ogólnych i corocznych warsztatach. Najbardziej rozpoznawalnym wydarzeniem jest Design Workshop (Warsztaty Projektowania).

## Historia

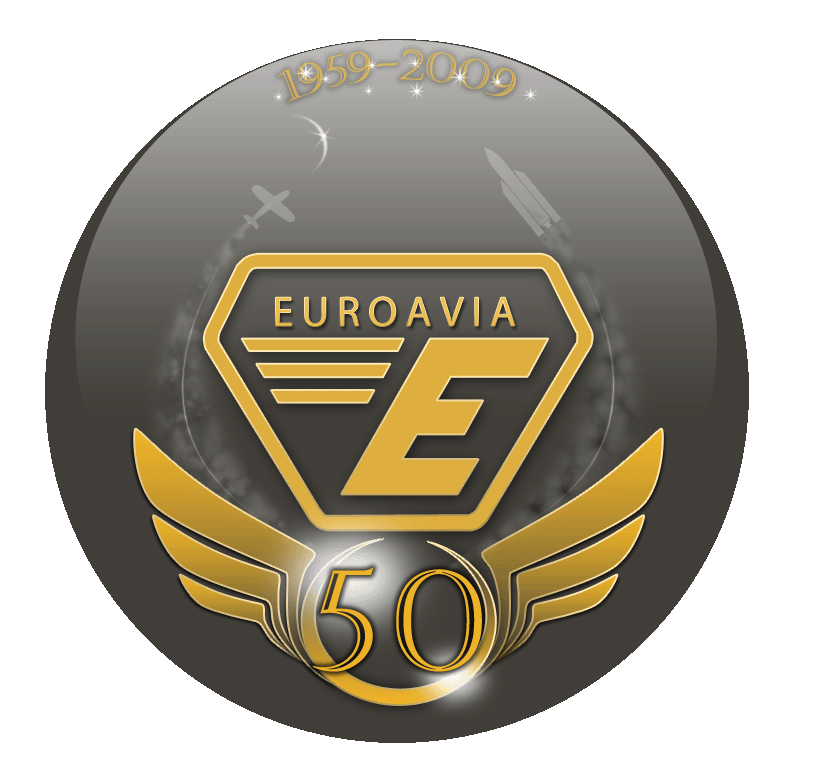
Logo 50. rocznicy założenia EUROAVII

W roku 1956 w Akwizgranie grupa studentów zdała sobie sprawę z niestabilnej sytuacji przemysłów lotniczego i kosmicznego z powodu braku współpracy z pozostałymi gałęziami przemysłu. Po długich dyskusjach pomiędzy studentami z Niemiec, Francji i Holandii zostało znalezione rozwiązanie polegające na współpracy przemysłów lotniczego i kosmicznego poszczególnych krajów, które będzie powodowało ich wzmocnienie. Wizja grupy została wtedy określona jako zjednoczenie wszystkich europejskich studentów lotnictwa pomoże w zrealizowaniu tej europejskiej współpracy.
Została rozpoczęta aktywna korespondencja z profesorami w Belgii, Francji i Holandii. Następujące zdania służyły jako wprowadzenie:
„Zasoby jakie są potrzebne do rozwoju przemysłów lotniczego i kosmicznego nie będą mogły być w przyszłości zapewnione przez żaden z krajów samodzielnie. Niezmiernie ważne jest więc rozwiązywanie ważkich problemów i wyzwań razem poprzez współpracę pomiędzy cywilnymi i wojskowymi organizacjami w rządach, badaniach i siłach zbrojnych, jak również na uniwersytetach Europy”.
Mimo że profesorowie zostali poproszeni o poinformowanie studentów o chęci utworzenia ogólnoeuropejskiego stowarzyszenia, odpowiedzieli jedynie studenci z Paryża i Delftu. Tym samym zrobiony został pierwszy krok w celu przekroczenia granic. W pierwszej połowie 1958 roku grupa z Akwizgranu zebrała czternaścioro aktywnych i zmotywowanych studentów. Nawiązanie osobistych kontaktów rozpoczęło się podczas wizyty duńskich i francuskich studentów. Dalsza współpraca została nawiązana podczas wizyt we Francji, Włoszech i Holandii.

## Struktura
Współczesna struktura EUROAVII składa się z trzech filarów: The International Board, Affiliated Societies i Working Groups. International Board (IB) reprezentuje EUROAVIĘ na poziomie europejskim. IB jest nominowany podczas corocznego EMEAC (Electoral Meeting of the EUROAVIA Congress), który zwykle odbywa się w kwietniu lub maju. Nominowani tworzą Designated International Board (DIB) przygotowujący plan biznesowy i finansowy przed przejęciem po poprzednikach prac nad AMEAC (Annual Meeting of the EUROAVIA Congress) w październiku. Studenci z grup lokalnych biorą udział w tych dwóch zebraniach.
W przypadku szczególnych, długotrwałych projektów zostało utworzonych kilka grup roboczych. Mają one niezależność finansową i decyzyjną i składają sprawozdania na zebraniach EUROAVII. Niektóre z nich zostały utworzone bezterminowo.

### International Board (IB)
International Board pełni wiodącą rolę w stowarzyszeniu na szczeblu europejskim. Nadzoruje on działania międzynarodowe członków, kontroluje budżet i jest odpowiedzialny za wszelkie kontakty zewnętrzne stowarzyszenia na szczeblu międzynarodowym. IB zwykle składa się z pięciu członków. Jest zarządzany przez przewodniczącego, którego wspierają sekretarz, skarbnik oraz dwóch członków kierownictwa.

### Stowarzyszenia powiązane

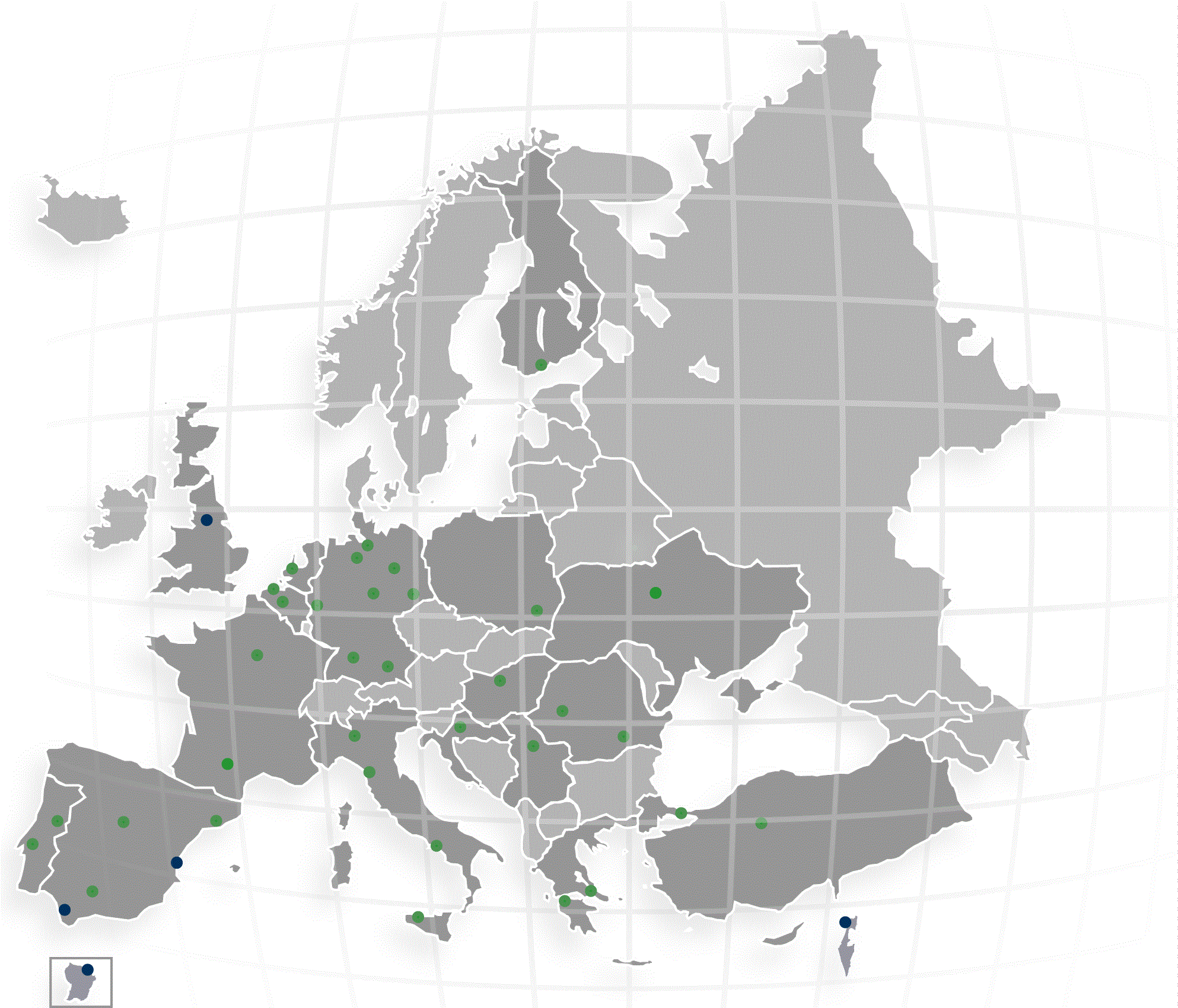
Kraje i miasta z Grupami Lokalnymi

32 grupy lokalne w 16 krajach europejskich działają niezależnie we własnym środowisku i są głównie związane ze swoimi szkołami wyższymi.
Miasta posiadające grupy lokalne: Akwizgran, Ankara, Ateny, Belgrad, Brunszwik, Brema, Bukareszt, Budapeszt, Kluż-Napoka, Covilhã, Delft, Drezno, Hamburg, Helsinki, Stambuł, Kijów, Leuven, Lizbona, Mediolan, Monachium, Neapol, Palermo, Paryż, Patras, Piza, Rzeszów, Sewilla, Stuttgart, Terrassa, Turyn i Zagrzeb.
Grupa lokalna w Madrycie aktualnie nosi status Przewidywanego Stowarzyszenia Powiązanego, co oznacza że jest w trakcie procesu przyłączania do stowarzyszenia.
| Kraj       | Szkoła wyższa |
| ---------- | --- |
| Belgia     | Katholieke Universiteit Leuven |
| Chorwacja  | Uniwersytet w Zagrzebiu |
| Finlandia  | Helsinki University of Technology |
| Francja    | EPF – École d’ingénieurs |
| Grecja     | Politechnika Narodowa w Atenach, University of Patras |
| Hiszpania  | Polytechnic University of Catalonia, University of Seville, Technical University of Madrid |
| Holandia   | Uniwersytet Techniczny w Delfcie, Inholland University of Applied Sciences |
| Niemcy     | RWTH Aachen, Braunschweig University of Technology, Bremen University of Applied Sciences, Dresden University of Technology, Hamburg University of Technology Technical University of Munich, University of Stuttgart |
| Polska     | Politechnika Rzeszowska |
| Portugalia | Technical University of Lisbon, University of Beira Interior |
| Rumunia    | Polytechnic University of Bucharest, Technical University of Cluj-Napoca |
| Serbia     | University of Belgrade |
| Turcja     | Istanbul Technical University, Middle East Technical University |
| Ukraina    | Kiev Polytechnic Institute |
| Węgry      | Uniwersytet Techniczno-Ekonomiczny w Budapeszcie |
| Włochy     | Politecnico di Milano, University of Naples, University of Palermo, University of Pisa, Polytechnic University of Turin                                                                                               |

Byłe grupy lokalne to Berlin, Londyn, Southampton, Haarlem, Sztokholm, Wiedeń, Hajfa, Warszawa, Madryt i Tuluza.